# Sven-Olof Hultgren
Sven-Olof Hultgren, född 17 augusti 1928 i Vimmerby landsförsamling i Kalmar län, död 16 april 2017 i Mariannelund i Jönköpings län, var en svensk sångare och skådespelare.

## Biografi
Uppvuxen i Storebro  i Småland arbetade Sven-Olof Hultgren först på Örnmaskiner och sedan som fräsare på mekanisk verkstad i Stockholm. År 1956 började han ta sånglektioner, först för Sixten Liedbergius och senare för Martin Öhman och professor Ragnar Hultén. Han gick också två år på Calle Flygares teaterskola.
Efter teaterskolan medverkade han i Idéons uppsättning av Pyjamasleken, där även Lill Lindfors och Per Grundén medverkade. Med operetten Violen från Montmartre turnerade han över hela landet och spelade även huvudrollen efter att innehavaren av denna hastigt insjuknat. Vidare turnerade han med operetter som Vita Hästen, My Fair Lady, Zorba och Rose-Marie. Om somrarna medverkade han under 20 år i Nyköpings gästabud.
Engagerad vid Stockholms stadsteater spelade han mot Gösta Ekman den yngre i Volpone, mot Isa Quensel och Gösta Bernhard i Spelman på taket samt mot den senare även i Jeppe på berget. Han hade anställningar vid flera olika stadsteatrar i landet. Sin sista stora roll gjorde han i Helsingborg i Samuel Beckets Slutspel. 
I föreställningen Mina sånger ska leva med Mikis Theodorakis sånger, medverkade han i början av 1970-talet. I föreställningen, som regisserades av Pi Lind och hade premiär i september 1974, medverkade även Kjerstin Dellert, Arja Saijonmaa och Tor Isedal.
Hultgren kunde också ses på filmduken i filmer som Ingmar Bergmans Trollflöjten, Soldat med brutet gevär, 1939 och Bevisbördan.
Sven-Olof Hultgren gifte sig 1952 med Ulla-Brita Davidsson (1931–2011) och fick en dotter Marie (född 1952). Efter pensioneringen lämnade makarna Stockholm och bosatte sig i Mariannelund i Eksjö kommun.

## Teater

### Roller (ej komplett)
| År   | Roll                    | Produktion | Regi                                                   | Teater                           |
| ---- | ----------------------- | --- | ------------------------------------------------------ | -------------------------------- |
| 1965 | Herre II En sjöman mfl. | Isabella (Isabella, tre caravelle e un cacciaballe) Dario Fo                                                                                      | Frank Sundström                                        | Stockholms stadsteater           |
| 1966 |                         | Trilogi Erik Knudsen | Kaj Ahnhem                                             | Marsyasteatern                   |
| 1969 | Gruppmedlem             | Tolvskillingsoperan (Die Dreigroschenoper) Kurt Weill och Bertolt Brecht                                                                          | Alf Sjöberg                                            | Dramaten                         |
| 1971 |                         | Celebration Tom Jones och Harvey Schmidt | John Zacharias                                         | Norrköping-Linköping stadsteater |
| 1973 | Anders Porka            | Gösta Berlings saga Selma Lagerlöf | Johan Bergenstråhle Marie-Louise De Geer Bergenstråhle | Stockholms stadsteater           |
| 1974 |                         | Mina sånger de ska leva Mikis Theodorakis | Pi Lind                                                | Nya Komediteatern/ Riksteatern   |
| 1977 | Invalid Gammal bonde    | Slaget vid Lobositz (Schlacht bei Lobositz) Peter Hacks                                                                                           | Friedo Solter                                          | Stockholms stadsteater           |
| 1980 | Hamm                    | Slutspel (Fin de partie) Samuel Beckett | Gustaf Elander                                         | Helsingborgs stadsteater         |
| 1980 | Pettersson              | I vackra drömmars land Lars Björkman | Claes Sylwander                                        | Helsingborgs stadsteater         |
| 1981 | Sergeant Parks          | 0700 – Enligt order (Flashpoint) Tom Kempinski | Tom Deutgen                                            | Helsingborgs stadsteater         |
| 1981 | Baptistin               | Leva loppan (La puce à l'oreille) Georges Feydeau                                                                                                 | Henning Moritzen                                       | Helsingborgs stadsteater         |
| 1986 | Ull                     | De båda sömngångarna eller Det nödvändiga och det överflödiga (Die beiden Nachtwandlern, oder das Notwendige und das Überflüssige) Johann Nestroy | Hans Polster                                           | Helsingborgs stadsteater         |